# Ehrfurcht
Ehrfurcht ist ein hochsprachliches Wort für eine mit Verehrung einhergehende Furcht. Sie bezieht sich immer auf einen übermächtigen (erhabenen) Adressaten, ob real oder fiktiv. Sie kann individuell oder allgemein üblich sein. Sie empfinden zu können, wird zumeist als Tugend angesehen. „Ehrfurcht“ ist stärker als „Scheu“ oder „Achtung“, schwächer als „Unterwerfung“ oder „Anbetung“. Im Brockhaus von 1896 wird die Ehrfurcht als „der höchste Grad der Ehrerbietung, das Gefühl der Hingabe an dasjenige, was man höher schätzt als sich selbst, sei es eine Person oder eine geistige Macht, wie Vaterland, Wissenschaft, Kirche, Staat, Menschheit, Gottheit“ beschrieben.

## Beispiel und Kennzeichen
Der Begriff wird oft im religiösen, ethischen oder ästhetischen Kontext verwendet. Moses näherte sich in Ehrfurcht dem brennenden Dornbusch, als die Stimme Gottes ihn dazu aufforderte (Bibel 2. Mose).
Alltäglichere Beispiele sind die Ehrfurcht vor dem Nachthimmel, vor einer berühmten Persönlichkeit oder einem bedeutenden Kunstwerk. Der Begriff wird im Kontext häufig auch als Gottesfurcht bezeichnet.
Als soziale Zeichen der Ehrfurcht verlangen Rituale und Zeremonielle oft normativ – von Kultur zu Kultur und von Milieu zu Milieu unterschiedliche – Anredeformen oder Gesten und dergleichen (vgl. den Kniefall von Warschau).

## Psychologie

### Theorie von Keltner und Haidt
Ehrfurcht ist eine Emotion, die in der Psychologie – anders als die sogenannten Basisemotionen (Angst, Freude u. Ä.) – erst in jüngerer Zeit intensiv erforscht wird. Eine erste systematische Annäherung legten die Emotionsforscher Dacher Keltner und Jonathan Haidt im Jahr 2003 in der Fachzeitschrift Cognition & Emotion vor.
Keltner und Haidt schlagen in diesem Beitrag zwei Kernmerkmale vor, die Ehrfurcht charakterisieren:
1. die Wahrnehmung von Größe/Weite (englisch vastness). Gemeint sind damit sowohl physische Größe (z. B. Berge, Kathedralen) als auch soziale Größe (z. B. Ruhm, Autorität, Prestige) sowie Stimuli, die Größe implizieren (z. B. eine mathematische Formel).
 “Vastness refers to anything that is experienced as being much larger than the self, or the self’s ordinary level of experience or frame of reference.” (etwa: Größe bezieht sich auf alles, was eine Person größer als sich selbst, ihren gewöhnlichen Erfahrungshorizont oder Referenzrahmen erlebt.)
2. das Bedürfnis nach Akkommodation (englisch accommodation). Unter Akkommodation verstehen sie – im Sinne Jean Piagets – die Anpassung der eigenen kognitiven Schemata an eine neue Wahrnehmung, wenn letztere nicht ohne Weiteres in die bereits bestehenden mentalen Wissensstrukturen eingeordnet werden kann. Sie vermuten, dass sich durch den Prozess der Akkommodation die Ambivalenz der Emotion erklären lassen könnte: Gelingt die Anpassung, wird die Ehrfurcht tendenziell positiv erlebt, gelingt sie nicht, hat sie etwas Beängstigendes.

Keltner und Haidt unterscheiden drei Kategorien von Auslösern der Ehrfurcht:
1. soziale Auslöser (z. B. mächtige Führungspersonen oder die Begegnung mit Gott / dem Göttlichen)
2. physische Auslöser (z. B. Sturm, weiter Ausblick, hohe Gebäude, symphonische Musik, Gemälde)
3. mentale Auslöser (z. B. große wissenschaftliche Theorien)

Sie nehmen an, dass die sozialen Auslöser – insbesondere die Unterwerfung unter einen mächtigen Anführer – evolutionsgeschichtlich früher aufgetreten sind und dass Ehrfurcht evolutionär adaptiv ist, da sie soziale Hierarchien stabilisiert, die das Überleben der Gruppe sichern.
“Awe reinforces and justifies social hierarchies by motivating commitment to the leader, countervailing self-interested attempts to overturn the social hierarchy.” (etwa: Ehrfurcht verstärkt und rechtfertigt soziale Hierarchien, indem sie ein Bekenntnis zum Anführer motiviert und eigennützigen Bestrebungen, die soziale Hierarchie zu kippen, entgegenwirkt.)
Diese ursprüngliche Form der Ehrfurcht (primordiale Ehrfurcht) wurde dann im Laufe der evolutionären Entwicklung auf andere Auslöser generalisiert (elaborierte Ehrfurcht). In heutigen egalitären Gesellschaften spielt die elaborierte Ehrfurcht aus Sicht von Keltner und Haidt eine stärkere Rolle. Zu ihren Auslösern zählen insbesondere Naturerlebnisse wie Berge, Ozeane oder wiederkehrende Muster (Fraktale, Wellen), aber auch menschliche Schöpfungen wie Architektur, Musik und Kunst.
Der Ehrfurcht ähnlich sind laut Keltner und Haidt Gefühle, die in der Anwesenheit von berühmten, aber nicht mächtigen Personen (Filmschauspieler, Sportler) empfunden werden. Da hier das zentrale Merkmal der Größe/Weite (englisch vastness) fehle, handele es sich aber nicht eigentlich um Ehrfurcht, sondern eher um Bewunderung.
Keltner und Haidt weisen zudem auf die mögliche Bedeutung der Ehrfurcht für individuelle Transformationsprozesse hin. Sie könne Menschen veranlassen, ihr bestehendes Selbst- bzw. Weltbild zu modifizieren und über sich selbst hinauszuwachsen.
“Given the stability of personality and values […], awe-inducing events may be one of the fastest and most powerful methods of personal change and growth.” (etwa: In Anbetracht der Stabilität von Persönlichkeit und Werthaltungen könnten Ehrfurchtserlebnisse eine der schnellsten und effektivsten Methoden für Wandel und Wachstum einer Person sein.)
Seit Erscheinen des Beitrages hat Ehrfurcht in der psychologischen Forschung stärker Beachtung gefunden. Unter Beteiligung von Dacher Keltner sind in der Folge u. a. Studien veröffentlicht worden, die sich mit dem Zusammenhang zwischen Ehrfurcht und kollektivem Engagement, prosozialem Verhalten und Demut beschäftigen.